# Kanton Bussière-Badil

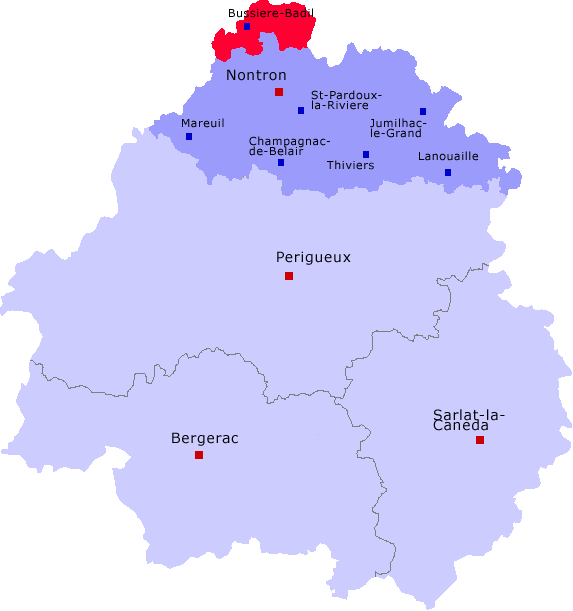
Lage des Kantons Bussière-Badil im Arrondissement Nontron und im Département Dordogne

Der Kanton Bussière-Badil war von 1790 bis 2015 ein französischer Wahlkreis im Arrondissement Nontron; er lag im äußersten Norden des Départements Dordogne im Gebiet der heutigen Region Nouvelle-Aquitaine.
Im Zuge der Gebietsreform 2015 wurden die ehemaligen Kantone Nontron, Bussière-Badil und Teile des Kantons Saint-Pardoux-la-Rivière zum neuen Kanton Périgord Vert Nontronnais zusammengefasst.

## Gründung
Der Kanton wurde am 4. März 1790 im Zuge der Einrichtung der Départements als Teil des damaligen "Distrikts Nontron" gegründet. Mit der Gründung der Arrondissements am 17. Februar 1800 wurde der Kanton als Teil des damaligen Arrondissements Nontron neu zugeschnitten.
Siehe auch Geschichte Dordogne und Geschichte Arrondissement Nontron.
Der Kanton Bussière-Badil war 139,09 Quadratkilometer groß und hatte 3644 Einwohner (Stand 2006).

## Gemeinden
| Gemeinde                     | Einwohner | Fläche (km²) | Code Insee | Postleitzahl |
| ---------------------------- | --------- | ------------ | ---------- | ------------ |
| Busserolles                  | 548       | 32,46        | 24070      | 24360        |
| Bussière-Badil               | 514       | 19,86        | 24071      | 24360        |
| Champniers-et-Reilhac        | 511       | 20,40        | 24100      | 24360        |
| Étouars                      | 144       | 7,83         | 24163      | 24300        |
| Piégut-Pluviers              | 1208      | 18,11        | 24328      | 24360        |
| Saint-Barthélemy-de-Bussière | 229       | 15,01        | 24381      | 24360        |
| Soudat                       | 82        | 8,82         | 24541      | 24360        |
| Varaignes                    | 408       | 16,60        | 24565      | 24360        |

## Bevölkerungsentwicklung
| 1962 | 1968 | 1975 | 1982 | 1990 | 1999 | 2006 | 2007 |
| ---- | ---- | ---- | ---- | ---- | ---- | ---- | ---- |
| 5108 | 4751 | 4417 | 4233 | 4069 | 3785 | 3644 | 3641 |